# Blauer See (Misburg)
Der Blaue See im Misburger Wald in Hannover ist ein zum Naherholungsgebiet umfunktionierter ehemaliger Baggersee. Die Anlage mit der „Naturfreundehaus“ genannten Gaststätte liegt an dem insbesondere für Fahrradfahrer in der Region Hannover konzipierten Rundwanderweg Grüner Ring, der in einem Teilabschnitt vom Altwarmbüchener Moor bis zum Tiergarten führt.

## Geschichte und Beschreibung
Der See verdankt seine Entstehung Anfang des 20. Jahrhunderts dem in Misburg tätigen Landwirt Hermann Oppenborn, der im Jahr 1901 beim Pflügen seiner Felder rötlichen Kies als Ablagerung aus der Eiszeit entdeckte. In der Folge stellte Oppenborn seinen bäuerlichen Betrieb ein, um sich der Förderung und dem Verkauf seines Kieses zu widmen. Allein 748.000 Kubikmeter des Materials lieferte er für den Bau der in Anderten errichteten Hindenburgschleuse. Im Gegenzug verfüllte Oppenborn einen Teil seiner beim Kiesabbau entstandenen Grube mit dem bei Schleusenbau angefallenen Aushub, der vor allem aus Mergelgestein bestand. Dadurch bildete sich die grüne Tönung des Wassers in der anschließend zum heutigen See vollgelaufenen Grube.
In der frühen Nachkriegszeit wurde der eigentlich grünliche „Blaue See“ zum Erholungsgebiet umfunktioniert mit der nach 1949 errichteten Gaststätte „Naturfreundehaus“.
Am See herrscht ein Badeverbot.
In der Region Hannover gibt es noch mindestens zwei weitere Seen mit diesem Namen, den Blauen See (Lehrte), etwas weiter östlich und den Blauen See (Garbsen) - weiter westlich im Nordwesten von Hannover. Alle drei Seen liegen an der Autobahn A 2.